# Toyooka
Toyooka (豊岡市, Toyooka-shi) est une ville située dans la préfecture de Hyōgo, au Japon

## Géographie

### Situation
Toyooka est située dans le nord de la préfecture de Hyōgo, au Japon. La ville est bordée par la mer du Japon au nord.

### Démographie
Au 1er avril 2023, la population de Toyooka était de 77 180 habitants répartis sur une superficie de 697,55 km2.

## Histoire
Toyooka s'est développée à l'époque d'Edo au cœur du domaine de Toyooka. La ville moderne a été officiellement fondée le 1er avril 1950.
Le 1er avril 2005, les bourgs de Kinosaki, Hidaka, Takeno, Izushi et Tantō sont intégrés à la ville.

## Patrimoine culturel
- Kinosaki

### Patrimoine architectural
- Izushi-jinja
- Château d'Izushi

## Patrimoine naturel
- Grotte de Genbudo[3]
- Musée municipal de la cigogne orientale[4]

## Transports
Toyooka est desservie par les trains des lignes San'in et Miyazu. La gare de Toyooka est la principale gare de la ville.

## Personnalités liées à la municipalité
- Hamao Arata (1849-1925), homme politique
- Naomi Uemura (1941-1984), journaliste et alpiniste
- Kaori Inoue (née en 1982), volleyeuse

## Jumelage
Toyooka est jumelée avec :
- Alicante (Espagne) (1996)

## Galerie

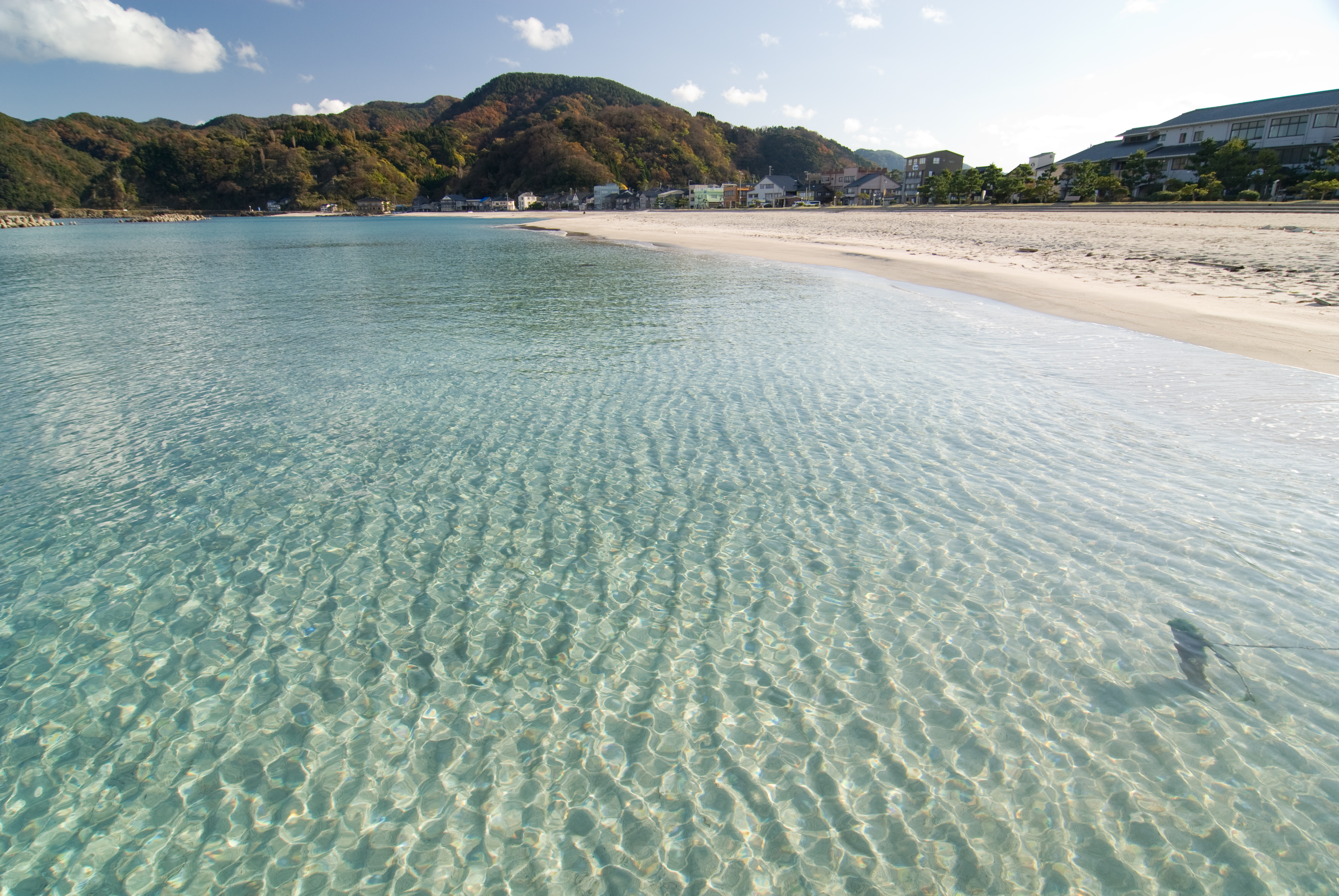
Plage de Takeno.
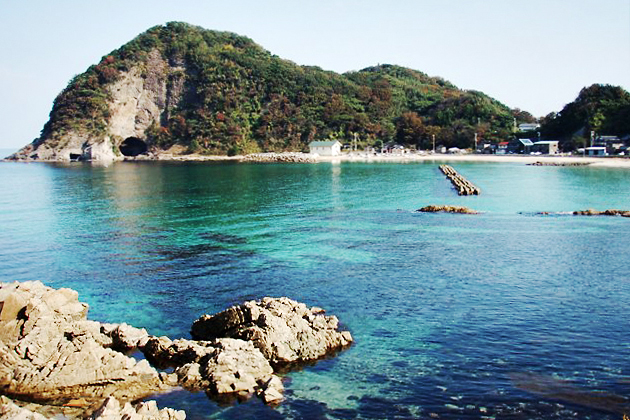
Côte de Toyooka.
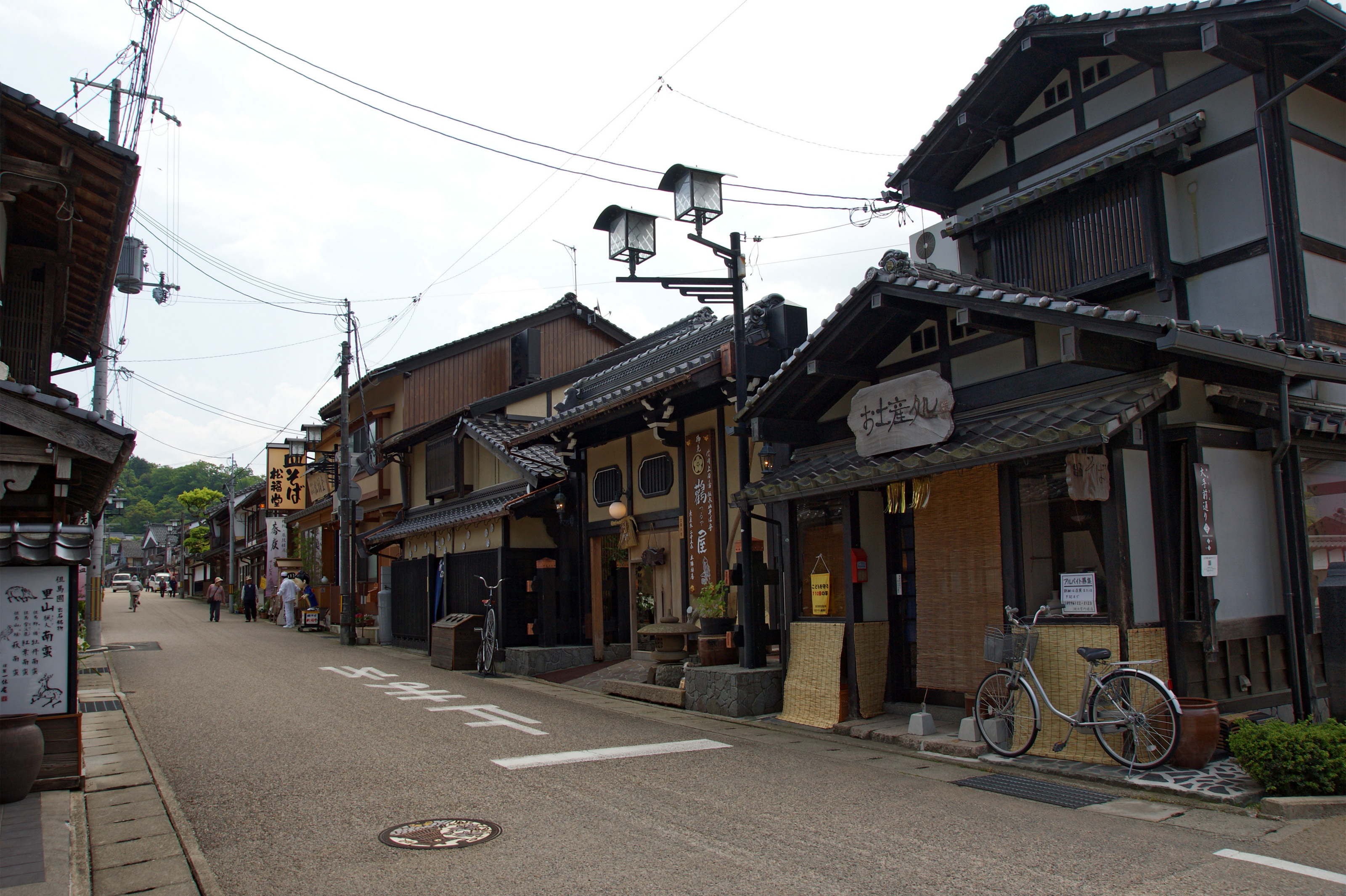
Quartier traditionnel d'Izushi.
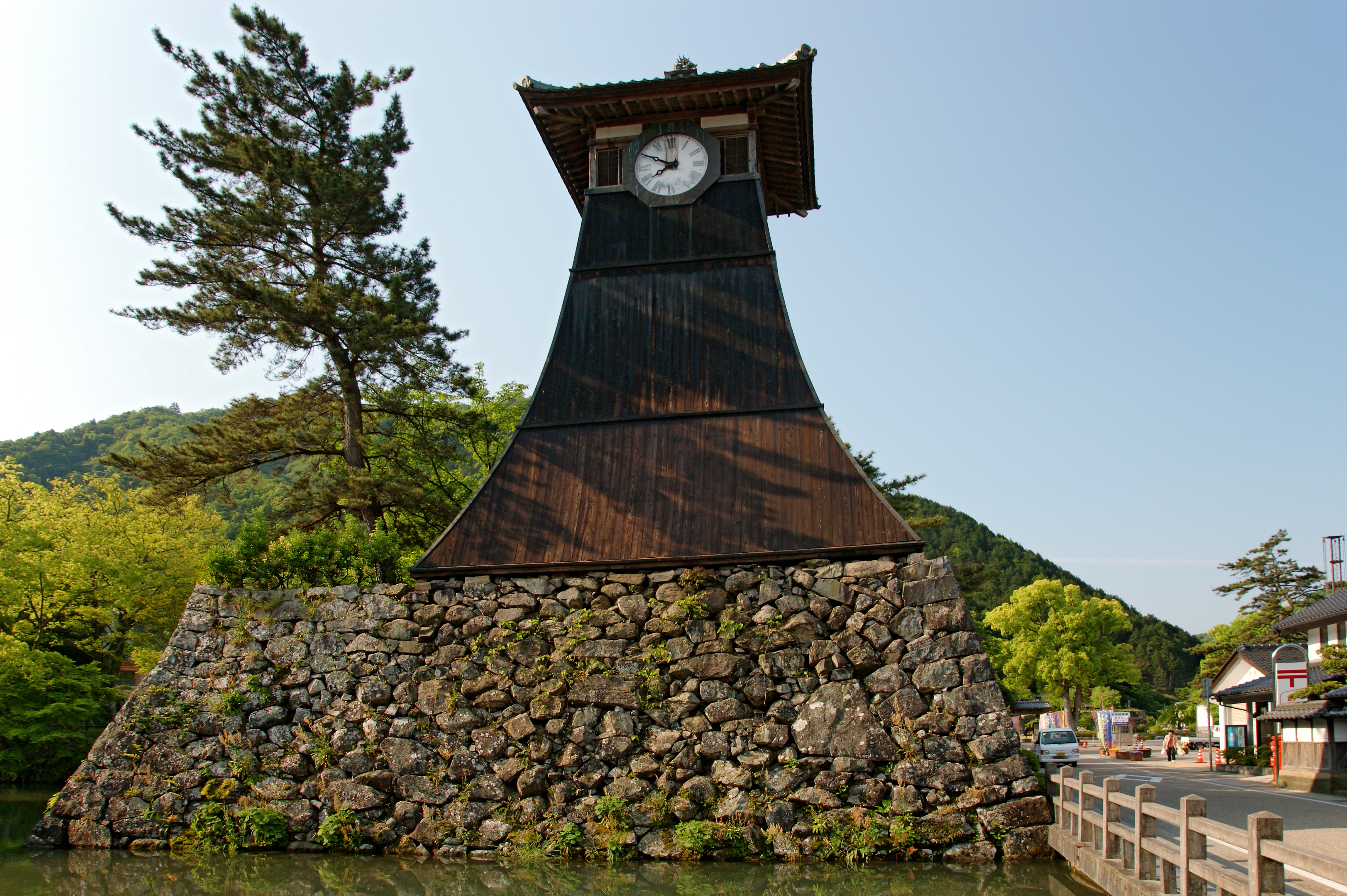
Shinkoro.